# فوچو (پادشاه چو)
```
فوچو (
چینی
: 楚王負芻)
 ، با نام قبیله‌ای 
شیون(چینی: 熊)
، آخرین پادشاه 
ایالت چو
 بود که از ۲۲۷ تا ۲۲۳ قبل از میلاد حکومت کرد. دوران حکومت وی مصادف با اواخر دوره 
دولت‌های جنگ‌طلب
 بود. فوچو اسم کوچک او بود وی نام پسا مرگی دریافت نکرده است. 
[
۱
]
```

فوچو پس از قتل برادر کوچکتر خود، پادشاه آی، در سال ۲۲۷ قبل از میلاد تاج و تخت را غصب کرد. در سال ۲۲۳ قبل از میلاد وی توسط ارتش چین اسیر و از مقامش عزل شد. 